# Tyson Gay
Tyson Gay (født 9. august 1982 i Lexington, Kentucky, USA) er en amerikansk atletikudøver (sprinter), hvis hidtil største triumf blev opnået ved VM i Osaka i 2007, hvor han vandt tre guldmedaljer på henholdsvis 100 meter, 200 meter og 4 x 100 meter for USA.
Gay står noteret for sit hurtigste 100 meter-løb nogensinde på 9.68 sekunder, som han satte 9. juni 2008. Dette kunne have været en tidligere verdensrekord, idet Usain Bolts verdensrekord på det givne tidspunkt var på 9,72 sekunder, men på grund af for meget medvind blev rekorden ikke officielt noteret.

## Dopingmisbrug
Det amerikanske antidopingagentur, USADA informerede i starten af juli 2013 om at Gay havde afgivet en positiv dopingtest.